# Йорго Мексі
Йорго Мексі (алб. Jorgo Meksi, нар. 21 березня 1995, Афіни) — албанський футболіст, захисник клубу «Динамо» (Тирана). Виступав також за низку грецьких та албанських клубів. Володар Кубка Албанії.

## Клубна кар'єра
Йорго Мексі народився 1995 року в грецькій столиці Афінах, та розпочав займатися футболом у школі клубу «Паніоніос». У 2014 році албанця перевели до основної команди клубу, проте до основного складу Мексі не пробився, і в 2015 році перейшов до іншого грецького клубу «Ілісіакос», у якому грав до 2019 року.
У 2019 році Йорго Мексі повернувся на історичнубатьківщину, де став гравцем клубу «Скендербеу», в якому грав до 2022 року. З 2022 до 2023 року футболіст грав у складі команди «Кукесі», а в 2023 році перейшов до команди «Каїдарі», в якій грав до 2024 року
З 2024 року Йорго Мексі грає в складі клубу «Динамо» (Тирана). У складі нової команди в сезоні 2024—2025 років футболіст став володарем Кубка Албанії.

## Виступи за збірну
У 2013—2014 роках Йорго Мексі грав у складі юнацької збірної Албанії віком гравців до 19 років, загалом на юнацькому рівні взяв участь у 6 іграх, відзначившись одним забитим голом.

## Титули і досягнення
- Володар Кубка Албанії (1):

«Динамо» (Тирана): 2024–2025